# Berestoveț, Babanka
Berestoveț (în ucraineană Берестовець) este o comună în raionul Babanka, regiunea Cerkasî, Ucraina, formată numai din satul de reședință.

## Demografie
Componența lingvistică a comunei Berestoveț
     Ucraineană (97,75%)
     Rusă (1,9%)
     Alte limbi (0,36%)
Conform recensământului din 2001, majoritatea populației comunei Berestoveț era vorbitoare de ucraineană (97,75%), existând în minoritate și vorbitori de rusă (1,9%).